# 南海ホークスの歌
「南海ホークスの歌」（なんかいホークスのうた）は、かつて日本プロ野球のパシフィック・リーグに所属していた南海ホークス（現福岡ソフトバンクホークス）の旧球団歌。1952年（昭和27年）発表・制定。

## 解説
1938年（昭和13年）に結成された南海軍は山岡羊村の作詞による球団歌「南海軍の歌」を制定していたが、戦時体制下で南海鉄道が関西急行鉄道と合同して近畿日本鉄道となった影響で、球団名が「近畿日本」に変更された。終戦後は旧南海鉄道の事業は再分離され、1947年（昭和22年）より「南海ホークス」となった。
戦前より日本ビクターの専属歌手として活躍し「歌手になっていなければ野球選手になっていた」と公言するほどの野球好きであった灰田勝彦は、1951年（昭和26年）に自ら映画『歌う野球小僧』を企画し、ビクターより発売された主題歌「野球小僧」も大ヒットを記録する。同曲のヒットに目を付けた南海はビクターに球団歌の制作を依頼し、1952年（昭和27年）に灰田が歌唱する2代目球団歌「南海ホークスの歌」が完成した。B面収録曲は灰田と暁テル子のデュエット曲「乾杯! 南海ホークス」。しかし、このレコードは市販されず約3000枚が球団や南海電鉄の関係者に配布されたのみに留まった。CD化された音源は両曲とも、1995年（平成7年）にビクターエンタテインメントから発売された『灰田勝彦 大・全・集』に収録されている。
南海電気鉄道社内紙「南海人」1975年（昭和50年）6月号付録 創業90周年記念ソノシート　でアレンジされカバーされた。
なお、灰田のオリジナル以外に森田一浩が編曲した東京混声合唱団のカバーバージョンも存在し、ビクター音楽産業からカセットテープが発売されていた。カラオケは、にっかつからビデオが制作されている。